# إيمي هيلم
إيمي هيلم (بالإنجليزية: Amy Helm)‏ هي مغنية مؤلفة أمريكية، ولدت في 3 ديسمبر 1970 في وودستوك ‏ في الولايات المتحدة.

## وصلات خارجية
- الموقع الرسمي
- إيمي هيلم على موقع IMDb (الإنجليزية)
- إيمي هيلم على موقع ميوزك برينز (الإنجليزية)
- إيمي هيلم على موقع أول ميوزيك (الإنجليزية)
- إيمي هيلم على موقع ديسكوغز (الإنجليزية)